# María Victoria Gómez Méndez
María Victoria Gómez Méndez (Mugardos, La Coruña; 7 de septiembre de 1954) es una miembro del Partido Comunista de España (reconstituido) y de los Grupos de Resistencia Antifascista Primero de Octubre que ha sido condenada en múltiples ocasiones por delitos de terrorismo y secuestro entre otros.

## Biografía
Nace en Mugardos, La Coruña y con tres años se muda con su familia a Vigo, en 1973 mientras estudiaba en la Universidad de Santiago de Compostela participa en múltiples protestas, finalmente se une al PCE (r) en 1975. En 1995 deja sus cargos en el partido para unirse a los GRAPO.

## Participación en el secuestro de Publio Cordón
En el año 2010 mientras cumplía condena en la cárcel de Cáceres fue detenida por su presunta implicación en el secuestro y posterior asesinato del empresario Publio Cordón. En el juicio celebrado en la Audiencia Nacional fue condenada a 30 años de prisión, pero en el juicio posterior, tras un recurso presentado por el fiscal, el Tribunal Supremo la condenó junto con otro miembro de los GRAPO a veintisiete años y medio de prisión.
Su labor durante el secuestro fue la de alquilar la casa y después custodiar y enterrar a Publio Cordón.

## Otras condenas y arrestos
Fue detenida en la década de los años 80 por atracar un banco y pasó dos años en la cárcel.
En 1990 fue detenida en La Coruña junto con José Luís Elipe López por delitos de pertenencia a banda armada y falsificación documental. Después de cumplir condena se refugió en Francia donde fue nuevamente detenida en el año 2000 y finalmente extraditada en el año 2004 a España.
En 2012 fue condenada junto con otros dos terroristas, el Camarada Arenas y Fernando Silva Sande, a 17 años de prisión por un delito de estragos terroristas por colocar una bomba en Madrid en el año 1998.